# Ilija Balinow
Ilija Weselinow Balinow, bułg. Илия Веселинов Балинов (ur. 28 lipca 1966 w Bataku) – austriacki szachista pochodzenia bułgarskiego, arcymistrz od 1999 roku.

## Kariera szachowa
Grę w szachy poznał w czwartym roku życia. W 1991 zamieszkał w Austrii i od roku 1999 na arenie międzynarodowej reprezentuje barwy tego kraju. W 1992 zajął II miejsce (przed m.in. Nikolausem Stancem) w otwartym turnieju w Aschach. W 1996 triumfował w memoriale Carla Schlechtera w Wiedniu (przed m.in. Pavlem Blatnym, Petarem Popoviciem i Attilą Groszpeterem), natomiast w 1997 podzielił I m. w Oberwart oraz podzielił II m. w kołowym turnieju w Makarskiej (za Władysławem Tkaczewem, a wraz z Ognjenem Cvitanem, Christianem Gabrielem i Mladenem Palacem). W 1998 podzielił III lokatę w openie w Grazu (wraz z m.in. Konstantinem Lernerem i Weresławem Eingornem), a w 1999 zwyciężył (przed m.in. Ralfem Lau) w Wiedniu, podzielił I miejsce w Linzu oraz zajął II lokatę (za Andriejem Szczekaczewem) w Schwarzach. W 2001 dwukrotnie podzielił I lokaty w otwartych turniejach w Wiedniu, a w 2002 zwyciężył w Seefeld. W roku 2005 zajął I miejsce w Gmunden, natomiast w 2006 zwyciężył w Wiedniu i Schwarzach oraz zajął II miejsce (za Davitem Szengelią) w Grazu. W 2007 podzielił I miejsce (wraz z m.in. Imre Herą, Radosławem Jedynakiem i Grzegorzem Gajewskim) w turnieju w Obertwarcie.
W 2003 wystąpił na I szachownicy reprezentacji Austrii w drużynowych mistrzostwach Europy rozegranych w Płowdiwie, natomiast w latach 2000–2004 czterokrotnie brał udział w corocznym drużynowym turnieju państw Europy Środkowej Mitropa Cup (w tym 3 razy na I szachownicy).
Jest arcymistrzem o rzadko spotykanym braku stabilizacji w osiąganych wynikach. W lipcu 1996 roku posiadał ranking 2385, następnie w styczniu 1997 osiągnął swoją rekordową punktację (2570, wówczas 4. miejsce w Bułgarii i 126. na świecie), by w kolejnych latach systematycznie obniżać jej poziom, aż do 2372 w październiku 2004. Wystarczyły jednak zaledwie dwa lata, aby ponownie osiągnął poziom arcymistrzowski (2510 w październiku 2006).
Ilija Balinow jest stałym współpracownikiem Heinza Herzoga, autora szachowego programu do kojarzeń Swiss-Manager oraz webmastera internetowego serwisu szachowego, Schachserver der Wiener Zeitung.